# Rote Nasen Clowndoctors
Rote Nasen Clowndoctors (Eigenschreibung ROTE NASEN Clowndoctors) ist ein österreichischer Verein, der es sich zur Aufgabe gemacht hat, in Krankenhäusern und Pflegeinstitutionen kranken Menschen mittels speziell ausgebildeten Clowns wieder Hoffnung und Lebensmut zu schenken.

## Der Verein
Der Verein wurde am 10. November 1994 von Max Friedrich, Monica Culen und Giora Seeliger gegründet. Die ersten Besuche erfolgten mit dem Mautner Markhof’schen Kinderspital und dem SMZ Ost in Wien noch im selben Jahr. Ursprünglich konzentrierte sich die Arbeit des Vereins ausschließlich auf die Betreuung kranker Kinder. Diese wurde jedoch 1999 auch auf geriatrische Patienten, 2003 auf Reha-Patienten sowie 2012 auf Besuche von mental und mehrfach behinderten Kindern und Jugendlichen ausgedehnt.

„Der Clown ist auf besondere Weise befähigt, Depressionen, Operations-Schocks oder verzweifelte Widerstände gegen schmerzhafte Therapien abzuschwächen und zu lösen. Er durchbricht die Verschlossenheit der Patienten gegen die Umwelt und erweckt dort den Lebenswillen, wo sein Fehlen zur unmittelbaren Gefahr werden kann.“

Rote Nasen Clowndoctors rekrutieren sich aus Künstlern der verschiedensten Bereiche der darstellenden Kunst, z. B. Schauspielerei, Zauberei, Pantomime, Akrobatik. Diese werden erst nach einer Audition und anschließenden Probezeit mit umfassender Ausbildung, unter anderem in Clowntechniken, Zauberei, Musik, medizinischem und psychologischem Basiswissen sowie einem Sensibilisierungstraining, in das Clowndoctors-Team aufgenommen.
Besuche in Spitälern erfolgen in der Regel in Zweier-Teams, die immer in enger Zusammenarbeit mit dem Pflegepersonal ihrer Aufgabe nachgehen und versuchen den Patienten etwas Freude in den tristen Krankenhaus-Alltag zu bringen.
Seit dem 13. März 2006 ist der Verein berechtigt, das Österreichische Spendengütesiegel zu führen.
In einem Interview vom Juli 2020 erklärte Martin Kotal, künstlerischer Leiter der Rote Nasen Clowndoctors, dass es bei der Clownerie weniger um die rote Nase geht, sondern vielmehr um das tägliche Scheitern und die Tragik des Clowns. Laut Kotal geht es um echte emotionale Reaktionen, ums Menschsein und ums gemeinsame Lachen. Durch das tagtägliche Scheitern und Sterben auf der Bühne werde die Erlösung für das Publikum beschworen.

### Rote Nasen Clowndoctors International
1996 wurde in Ungarn die Rote Nasen-Organisation Piros Orr gegründet, es folgte sukzessive der Aufbau von professionellen Rote Nasen Clowndoctor-Programmen in Tschechien, Slowakei, Slowenien, Polen, Litauen, Deutschland, Kroatien und in Palästina.
Um eine organisatorische Struktur zu schaffen, die dieses künstlerisch und wissenschaftlich hochstehende Betreuungs-Programm für über 500.000 Patienten verwaltet, wurde im März 2003 die gemeinnützige Privatstiftung Rote Nasen Clowndoctors International gegründet.
Zweck dieser Stiftung sind unter anderem:
- Aufbau und Coaching von Rote Nasen-Organisationen in anderen Ländern; diese sind durch Partnership-Verträge an Rote Nasen International und deren künstlerische und organisatorische Richtlinien gebunden und müssen die gemeinsamen Management- und Qualitätsstandards einhalten.
- Internationales Wissensmanagement der Clownarbeit und gemeinsame Forschung zum Thema „Humor und Gesundheit“
- Betrieb der Internationalen Schule für Humor „ISH Vienna“, die von der Stiftung gegründet wurde.[7]

Der Dokumentarfilm Für ein Lächeln… der deutschen Filmemacher Pirmin Styrnol und Till Mayer, der im Januar 2019 bei den Bamberger Kurzfilmtagen Premiere feierte, begleitete eine Gruppe von internationalen Clowndoctors auf ihrer Mission nach Kiew.

## Auszeichnungen
- 1997: 2. Platz Österreichischer Fundraising-Preis
- 1998: 1. Platz Österreichischer Fundraising-Preis
- 1999: Preis der Leopold-Gratz-Stiftung für soziales Engagement
- 1999: 2. Platz Österreichischer Fundraising-Preis
- 2001: Golden Award of Excellence for Humanity der World Association of Private Schools and Universities for Complementary Healing Practices
- 2001: Preis der Leopold-Gratz-Stiftung für soziales Engagement
- 2001: Steirer des Monats September
- 2002: 1. Platz Österreichischer Fundraising Preis
- 2004: Print Oscar
- 2005: Josef-Krainer-Preis
- 2008: Verleihung des Silbernen Ehrenzeichens für Verdienste um die Republik Österreich an Rote Nasen Clowndoctors-Co-Gründerin Monica Culen[9]
- 2010: Verleihung des Silbernen Ehrenzeichens für die Verdienste um die Republik Österreich an Giora Seeliger, Mitbegründer und künstlerischer Leiter von Rote Nasen Clowndoctors.
- 2010: WOMAN Award: Monica Culen wurde in der Kategorie Soziales/International ausgezeichnet.
- 2011: Magazin Award des NEWS Verlag: Gold in der Kategorie „Online-Werbung“ mit Rote-Nasen-Lauf-Bannern
- 2011: Fundraising Award; Sieger in der Kategorie „Bester Fundraising Spot des Jahres“
- 2011: Nominierung zur Österreicherin des Jahres der Tageszeitung Die Presse für Monica Culen[10]
- 2012: Magazin Award des News Verlag
- 2015: Centrope-Preis für die „Roten Nasen Clowndoctors“ mit ihrer Gründerin Monica Culen[11]
- 2015: Wiener Vorsorgepreis für das Rote Nasen Projekt Varieté[12]
- 2024: Steirer des Tages, Kleine Zeitung, für Hannes Urdl (* 1959[13]), als Dr. Gustav Wurdl Clowndoctor seit 1994, regionaler künstlerischer Leiter für die Steiermark seit 2017.[14]